# Bataille de Taungû
Seconde Guerre mondiale
Batailles
Invasion japonaise de la Birmanie :
- Rivière Bilin
- Pont de la Sittang
- Pégou
- Barrage routier de Taukkyan
- Route Yunnan-Birmanie (Tachiao
- Oktwin
- Taungû)
- Shwedaung
- Prome
- Yenangyaung

Opérations en Birmanie (1942-1943) :
- Arakan
- The Hump
- Chindits
- Nord de la Birmanie et ouest du Yunnan

Opérations en Birmanie en 1944 :
- Chindits (2)
- Admin Box
- U-Go (Imphal
- Sangshak
- Court de tennis
- Kohima)
- Myitkyina
- Mogaung
- Mont Song

Opérations en Birmanie (1944-1945) :
- Meiktila et Mandalay
- Pakokku et Irrawaddy
- Colline 170
- Île de Ramree
- Tanlwe Chaung
- Dracula
- Elephant Point
- Coude de la Sittang

La bataille de Taungû ou de Toungou est un affrontement de la campagne de Birmanie mettant aux prises la 200e division de l'Armée nationale révolutionnaire chinoise aux troupes de l'Armée impériale japonaise entre le 24 et le 30 mars 1942 pour le contrôle de la route de Mandalay et l'accès au Yunnan. Elle se déroula dans la ville de Taungû, sur le fleuve Sittang. Après plusieurs jours de combats intenses, les troupes chinoises durent battre en retraite.

## Prélude
Le 8 mars 1942, jour même de la chute de Rangoon, des éléments avancés de la 200e division chinoise arrivèrent à Taungû, où ils devaient prendre la relève d'un petit détachement britannique. Taungû se trouve sur la route de Mandalay, de Lashio et de la province chinoise du Yunnan, et contrôlait un pont sur la Sittang permettant l'accès, à l'Est, aux États Karens, à Loikaw et au sud des États Shans. La prise de la ville aurait permis aux Japonais de menacer le flanc du dispositif allié et leur aurait ouvert la voie de la Birmanie centrale.
La 200e division était une ancienne division mécanisée réorganisée l'année même en division d'infanterie. Elle appartenait au 5e Corps de l'armée chinoise en Birmanie. Son commandant, le major-général Dai Anlan (1904-1942), choisit de faire de Taungû elle-même sa principale position défensive, avec un avant-poste plus au Sud, à Oktwin (18° 50′ N, 96° 25′ E). Il envoya le 5e régiment de cavalerie motorisée et la première compagnie du 598e le long de la rivière Kan, à 55 km au sud de Taungû, et à 20 km au Sud de Pyu. Le régiment de cavalerie longea la Kan, tandis qu'une brigade d'infanterie cycliste prenait position près du pont sur la Sittang. Ils avaient pour mission de retarder l'avance des Japonais jusqu'à ce que les défenses de Taungû soient prêtes.
Pendant ce temps, la 200e division commençait à s'enterrer derrière les anciennes murailles de la ville et sur sa ligne avancée à Oktwin. Taungû elle-même était divisée entre la ville nouvelle, à l'Est de la ligne de chemin de fer, et la vieille ville à l'Ouest. La vieille ville avait un fossé quadrangulaire et des murailles en bon état, qui offraient une bonne position défensive. Les chinois l'améliorèrent en établissant des postes soigneusement dissimulés, grâce au bois abondant à proximité. Circonstance favorable aux défenseurs, le terrain autour de la ville était plat et découvert, à part près de la Sittang à l'Est.
Dix jours plus tard, le 18 mars, la première escarmouche avec la 55e division d'infanterie japonaise commença sur la Kan. Le 5e régiment de cavalerie se replia le 20 mars avec de lourdes pertes. Les japonais attaquèrent ensuite Otkwin, où ils rencontrèrent une forte résistance (20 au 23 mars) de la part du 1er bataillon du 600e régiment d'infanterie chinoise. Menacé d'être tourné, celui-ci se retira au cours de la nuit.

## La bataille de Taungû

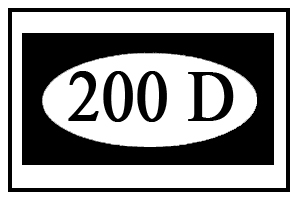
Écusson de la

Le 24 mars, le 122e régiment japonais mena une attaque frontale sur Oktwin, tandis que le 143e, aidé par des Birmans, profitait du couvert de la jungle à l'Ouest de la ville pour avancer de 6 km vers le Nord et attaquer l'aérodrome de Taungû et la gare avoisinante. Ceux-ci étaient seulement défendus par un bataillon du génie, dont le commandant s'enfuit dans la panique. Cette action coupait la 200e division de ses communications vers le Nord : elle se trouvait encerclée sur trois côtés.
Dai Anlan abandonna les positions avancées pour concentrer sa défense à proximité des murs de la vieille ville. Le 598e régiment défendait le Nord, le 599e le Sud et le 600e l'Ouest de la cité. Le quartier-général de la division fut déplacé sur la berge orientale de la Sittang pour éviter l'artillerie et les attaques aériennes ; pour surveiller la dernière voie d'approvisionnement à l'Est, une partie d'un régiment de remplacement arrivé la veille fut posté sur la rive avec mission d'élargir sa position pour protéger l'ensemble.
Le 25 mars à 8 heures, l'armée japonaise lança une attaque générale contre les trois côtés de la cité. Le 143e régiment se trouvait à gauche, le 112e à droite et le régiment de cavalerie, renforcé d'une compagnie d'infanterie attaqua le long de la Sittang. L'objectif était de repousser les forces chinoises contre la rivière pour les anéantir. En dépit d'avancées ponctuelles dans le Nord-Ouest, la résistance chinoise ne permit aucun progrès notable avant 22 heures, où des troupes japonaises réussirent à s'infiltrer au nord-ouest de la citadelle, bientôt au nombre de tout un bataillon.
Les Chinois renforcèrent le 600e régiment avec le 2e bataillon du 598e régiment et contre-attaquèrent. Il y eut de durs combats de maison à maison ; les lignes étaient si proches que l'artillerie et l'aviation japonaise pouvaient difficilement intervenir sans risque d'atteindre leurs propres soldats. La contre-attaque échoua, les Japonais s'étant retranchés derrière les bâtiments et les murs à proximité d'un cimetière. Le 600e régiment fut ramené en arrière, entre les deux autres, pour défendre le centre-ville. Dans le même temps, les Japonais concentraient leur puissance de feu sur le pont sur la Sittang, qui fut endommagé au point qu'aucun véhicule ne pouvait plus le traverser.
Les attaques japonaises se poursuivirent le 26 mars. Le 112e régiment s'empara de la partie Sud-Ouest de Taungû, mais sans faire plus de progrès. Sur la gauche, un mouvement tournant pour attaquer le Nord-Ouest ne fut pas plus heureux. L'attaque du régiment de cavalerie fut également repoussée. Les Chinois lancèrent des contre-attaques contre le 112e régiment et le régiment de cavalerie, avec environ 300 soldats dans chaque secteur. Elles furent repoussées, mais les pertes japonaises furent lourdes et l'élan offensif était brisé.
L'après-midi, les Japonais avaient pris l'essentiel de la vieille ville à l'Ouest de la voie de chemin de fer, les troupes chinoises tenant encore la ville nouvelle à l'Est. Les combattants se faisaient face de chaque côté des rails, parfois à moins de 100 m, ce qui limitait encore une fois l'usage de l'aviation et de l'artillerie. Finalement, les Japonais se replièrent d'environ 200 m pour permettre à leurs avions et à leurs canons d'intervenir. Pendant le bombardement, les Chinois se terrèrent dans leurs positions camouflées, et ils retinrent leur feu jusqu'à ce que les Japonais ne soient plus qu'à 40 ou 50 m. Ils ouvrirent alors le feu à la mitrailleuse et avec des grenades. Cette manœuvre se reproduisit jusqu'au soir : la 200e division subit de très lourdes pertes, mais les Japonais également ; leurs attaques frontales commençaient à leur coûter cher.
En outre, l'arrivée de la nouvelle 22e division chinoise au Nord de Yedashe obligea les Japonais à détacher un bataillon du 143e régiment à Nangyuen pour l'empêcher de venir secourir Taungû, ce qui réduisit encore la force offensive de la 55e division (déjà privée de son troisième régiment, le 114e, ainsi que d'un bataillon d'artillerie et d'une compagnie de cavalerie).
Le 27 mars, il y eut une pause le matin, mais l'aviation japonaise intervint dans l'après-midi, bombardant et mitraillant systématiquement les positions chinoises. Les Japonais attaquèrent sous cette couverture et tirèrent un grand nombre d'obus asphyxiants, mais les Chinois réussirent à tenir leurs positions. Les Japonais décidèrent d'attendre les obusiers du 3e régiment d'artillerie de campagne pour attaquer le lendemain.
Le 28 mars, le 3e régiment d'artillerie de campagne, avec un important support aérien et de nouvelles attaques au gaz, infligea de lourdes pertes aux Chinois. L'aile droite, aidée par l'artillerie, détruisit de nombreux points forts chinois. Les bombardiers légers, cependant, ne purent entrer en action avant 15 h, à cause d'un épais brouillard sur les aérodromes, et il ne fut pas possible de briser la résistance acharnée des défenseurs de la ville.
Pendant ce temps, le régiment de reconnaissance  de la 56e division japonaise, constitué de 2 compagnies d'infanterie motorisée et d'une compagnie de mitrailleuses, une compagnie d'artillerie de montagne et une brigade du génie, se dirigeait rapidement vers le Nord depuis Rangoun, formant une colonne de 45 camions, avec une compagnie de 6 voitures blindées et un total de 404 hommes. Il atteignit le quartier général de la 55e division au crépuscule. Il fut décidé d'envoyer ce groupe à l'Est de la Sittang pour y attaquer l'arrière des positions chinoises. À 20 h, il traversa la rivière à gué, à Wagyi (à quelques kilomètres au sud de la ville), où l'eau ne montait pas plus haut que la poitrine, en laissant ses véhicules derrière lui.
Si cette attaque avait réussi, la 200e Division aurait été encerclée. Dai Anlan dirigea personnellement la défense, et deux compagnies du 3e bataillon du 598e régiment reçurent l'ordre d'attaquer le flanc gauche exposé des Japonais. Tandis que les combats se poursuivaient avec âpreté à Taungû même, le 3e bataillon du 598e régiment et la compagnie de soutien du quartier général chinois subirent de lourdes pertes ; ils réussirent néanmoins à tenir leurs positions.
Le 29 mars, la 55e division lança ses dernières forces dans la bataille, soutenue par toute l'artillerie disponible. Au crépuscule, les troupes japonaises avaient réussi à pénétrer dans le Nord-Ouest de la ville nouvelle et la route de l'Est était menacée. Couvert par le combat à l'Ouest, le régiment de reconnaissance de la 56e division se déplaça vers le Nord et attaqua le flanc chinois à l'Est de la Sittang : au milieu de la journée, il l'avait emporté et menaçait le quartier général et le pont.
L'après-midi du 29 mars, l'ensemble de la 200e division reçut l'ordre de se retirer dans la soirée, d'abord vers l'Est, puis vers le Nord le long des berges de la rivière. Les combats continuèrent jusqu'à la nuit dans la ville en flammes, les Chinois résistant avec acharnement, et il n'y eut aucun progrès. À 22 heures, le régiment de reconnaissance de la 56e division s'était rapproché du pont et observait des signes de flottement parmi les forces chinoises.
C'était évidemment le signe de la retraite à venir. Dai Anlan ordonna à chaque bataillon de laisser une arrière-garde pour lancer des attaques nocturnes afin de couvrir le départ de la force principale. Le 599e régiment traversa le pont le premier, suivi du 600e, puis le 598e traversa à gué. À 4 h 00, l'ensemble de la division avait quitté la ville en bon ordre, avec ses blessés. Les Chinois affirment que leurs arrière-gardes se retirèrent avant l'aube.
Le matin du 30 mars, la 55e division attaqua sur toute la ligne de front. Ses unités de génie firent sauter les positions chinoises à 8 h 50, ce qui lui permit de faire sa jonction avec les troupes de la 56e division, qui s'étaient emparées du pont à 7 h 00 et avaient attaqué par l'Est. La bataille était terminée ; l'armée japonaise contrôlait désormais la route de l'Est et pouvait prendre le dispositif allié de flanc.

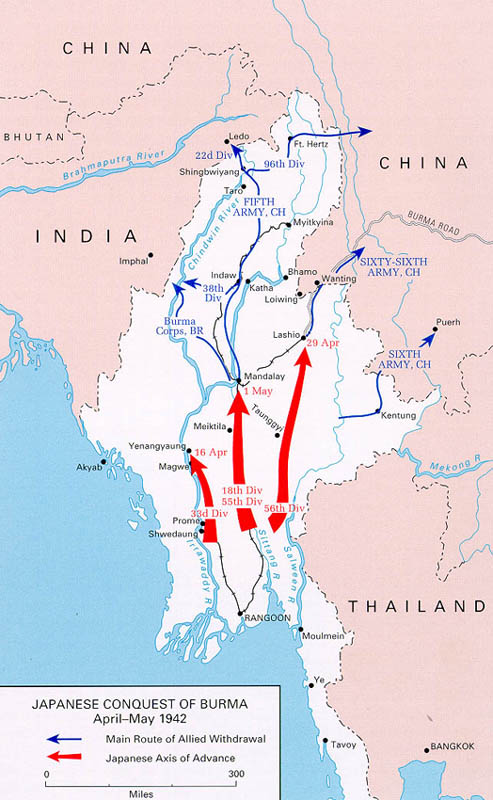
L'offensive japonaise après la chute de Taungû : la poursuit vers le nord, la 56e se dirige vers le nord-est.

La 22e division chinoise envoyée vers le Sud pour soutenir la 200e s'était pendant ce temps avancée jusqu'à la station de train de Nangyun, d'où elle avait partiellement délogé les Japonais du 2e bataillon du 143e régiment. Elle avait aussi envoyé des patrouilles plus au Sud, sur le flanc et l'arrière des Japonais. La 200e division en retraite la rejoignit après avoir suivi la Sittang vers le Nord, en traversant la rivière à l'Est de Nangyun. Les Chinois se retirèrent ensuite sur de nouvelles positions à Yedashe, pour essayer à nouveau de bloquer l'avance japonaise dans la vallée de la Sittang.
Conclusion
La 55e division japonaise, renforcée de la 18e, atteignit Mandalay le 1er mai. La 56e division se dirigea vers le  nord-est, où elle affronta encore une fois la 200e division chinoise dans la région de Taunggyi, avant de s'emparer de Lashio le 29 avril. La 200e division chinoise fut pratiquement anéantie durant son repli vers la Chine, Dai Anlan mourant de ses blessures en cours de route.

## Sources
- [1] Hsu Long-hsuen and Chang Ming-kai, History of The Sino-Japanese War (1937-1945), 2e éd., 1971. Traduit par Wen Ha-hsiung, Chung Wu Publishing; 33, 140th Lane, Tung-hwa Street, Taipei, Taiwan Republic of China. Pg. 376
- [2] China's Anti-Japanese War Combat Operations
  - Author : Guo Rugui, editor-in-chief Huang Yuzhang
  - Press : Jiangsu People's Publishing House
  - Date published : 2005-7-1
  -  (ISBN 7214030349)
- [3] Yuan zheng Yin Mian kang zhan (Battles of the Expeditionary Force in India and Burma),
  - Publisher: Zhongguo wen shi chu ban she
  - Date de publication : 1er janvier 1990
  - À collection of memoirs and first hand accounts by KMT officers.
- [4] Biography of Dai Anlan, by Dai Chengdong, Anhui People’s Press, 1998.